# Фицморис, Джек
Джек Фи́цморис (англ. Jack Fitzmaurice, 25 апреля 1928 года - 18 января 2005 года) — английский бывший профессиональный игрок в снукер. В 1958 году он был финалистом английского любительского чемпионата. Стал профессионалом в 1981 году, а в 1999-м, в возрасте 71 года, играл в турнире Benson & Hedges Championship. Тогда в первом раунде он уступил со счётом 2:5 Бэрри Мэпстону, хотя и выиграл первый фрейм. Джек, хотя и завершил свою карьеру, до сих пор является самым возрастным профессиональным снукеристом.
Джек входил в Топ-32 мирового рейтинга — он был 32-м в сезоне 1982/83. Лучший его результат — 1/16 финала чемпионата мира 1982 года.